# 张天虚
张天虚（1911年12月8日—1941年8月10日），原名张鹤，男，云南呈貢人，近代中国左翼作家。

## 生平
张天虚出生于呈贡龙街（今昆明市呈贡区龙城街道龙街社区），1928年考入云南省立第一中学（今昆明一中），在校期间接受民主革命思想，加入中国共产主义青年团，与省立第一师范的聂耳相识，结成好友。1928年，张天虚考入东陆大学（今云南大学），与聂耳等一同加入中国共产党外围组织“互济会”。1930年，云南中共地下党组织遭到严重破坏，张天虚离开云南来到上海，之后创作了小说《铁轮》，并经何家槐介绍，加入中国左翼作家联盟。1933年，流亡日本。1935年，聂耳于日本藤泽罹难，张天虚与郑子平负责料理后事，次年护送聂耳骨灰回国。西安事变后，张天虚来到延安，参加抗战工作，在西北战地服务团任通讯股长，期间创作了多部文集和报告文学作品。1938年，张天虚受中国共产党指派赴滇军60军184师开展宣传工作。1939年，因党派矛盾激化，张天虚被迫离军回到昆明。在昆明，张天虚曾在省立昆华师范（今昆明学院）任教，并担任《云南日报》、缅甸仰光华侨报刊《中国新报》编辑。1941年8月10日因病逝世于昆明惠滇医院。死后葬于昆明西山聂耳墓旁，郭沫若为其题写墓志铭赞“西南二士，聂耳天虚”。